# مرشد بلوتوث منخفض الطاقة
مُرشِد البلوتوث منخفض الطاقة هو أحد تقنيات إنترنت الأشياء وهو جهاز لاسلكي صغير ويستخدم تقنية البلوتوث منخفض الطاقة (بالإنجليزية: Bluetooth Low Energy)‏ لإرسال حزمة بيانات صغيرة عبر إشارات الراديو. جميع الأجهزة الذكية التي تدعم تقنية البلوتوث منخفض الطاقة يمكنها أن تستخدم كأجهزة بيكون. البيكون غالبا يكون مشحون ببطاريات صغيرة ولكن بعضها تستخدم منفذ اليو اس بي للشحن. كما أن البيكون عادة يٌستخدم في التطبيقات الداخلية التي تعتمد على قرب المسافة لإرسال بيانات ذات صلة بالموقع، مثل استخدامها في محلات التجزئة لإرسال العروض أو معلومات إضافية تخص السلع. ويمكن استخدامه أيضا في الأماكن الخارجية (المفتوحة)، ولكن مع الأخذ بالحسبان العوائق التي تؤثر على إشارات البيكون مثل الطقس أو الحيطان.
الشركات المصنعة لأجهزة البيكون تتنافس في توفير مميزات أكثر في أجهزة البيكون التابعة لها، وفي تحديث المكتبات التي تساعد المطورين على التعامل مع هذه المميزات.

## طريقة العمل

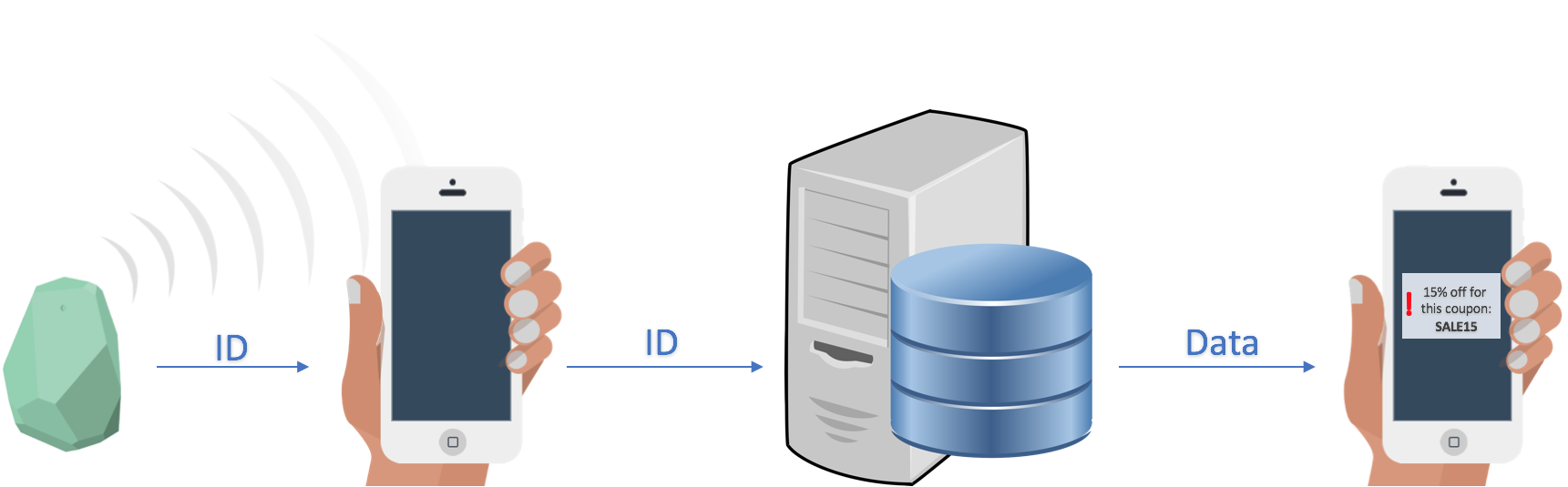
طريقة عمل مُرشِد البلوتوث منخفض الطاقة

لنأخذ على سبيل المثال أجهزة إرشاد البلوتوث من شركة إستيموت، هذه الأجهزة تعمل بشكل دائم فهي لا تحتوي على زر تشغيل/إيقاف، ولكن هناك شروط يمكن استخدامها لتحويل الجهاز إلى الحالة الصامتة (إيقاف الإرسال) لحفظ بطارية الجهاز. هذه الأجهزة ترٌسل حزمة صغيرة إلى مسافة تقدر بسبعين متر أو 229 قدم. هذه المسافة تسمى منطقة البيكون وتتأثر بعدة عوامل، فكل ما زادت هذه المنطقة فستحتاج إلى طاقة إرسال أكبر وطاقة أكثر.
إذا دخل جهاز ذكي يدعم تقنية البلوتوث منخفض الطاقة إلى منطقة البيكون، هذا الجهاز الذكي سينسخ (يتعرف على) الحزمة المرسلة من قبل جهاز الإرشاد ويستهدف فعل معين محدد مسبقا مثل أن يجلب بيانات من قاعدة البيانات. محتويات حزمة البيكون تعتمد على البروتوكول الذي يستخدمه هذا البيكون. بشكل عام، البيكون يرسل رقم خاص به وعند دخول الجهاز الذكي في مجاله، فالتطبيق المستخدم للبيكون يقوم بالتعرف على هذا الرقم الخاص ويستهدف عمل معين.